# Llengües dené-ienisseianes
La família lingüística dené-ienisseiana uneix les llengües ienisseianes de Sibèria central i les llengües na-dené d'Amèrica del Nord. La identificació d'aquesta família va ser la primera connexió generalment acceptada que uneix un grup de llengües ameríndies amb un grup de llengües del Vell Món.

## Teories
L'existència de la connexió entre llengües autòctones de Sibèria i d'Amèrica constitueix evidència per a les teories que els pobles indígenes d'Amèrica sorgiren d'Àsia.
Aquesta teoria no és la primera hipòtesi que vincula les llengües na-dené amb llengües eurasiàtiques. La primera proposta vinculant aquestes dues famílies va ser del 1923, en l'obra d'un lingüista italià, l'Alfredo Trombetti. Des d'aleshores, alguns han proposat diverses versions d'una macrofamília dené-caucàsica, incloent-hi (entre d'altres) les famílies ienisseiana i na-dené. Entre aquestes, són propostes de lingüistes prominents com ara Morris Swadesh i Edward Sapir. Aquestes macrofamílies hipotètiques solen incloure també les tres famílies caucàsiques, la família sinotibetana, i sovint el basc i el buruixaski (que són llengües aïllades).
En el 2008, Edward J. Vajda publicà un article resumint deu anys d'investigació, en què afirma que hi ha una connexió històrica entre aquestes famílies. El seu argument, que ha rebut l'aprovació de diversos experts en les llengües na-dené i ienisseianes, es basa en la comparació de paraules ienisseianes amb paraules de les protollengües reconstruïdes de na-dené i de les seves branques (Vajda no usà reconstruccions de protoienisseià perquè ja no existeix cap reconstrucció acceptada.). L'argument se centra en la morfologia verbal, identificant morfemes cognats i semblances entre les posicions de prefixos verbals en les dues famílies. Complica l'esforç el fet que la família ienisseiana actualment té només un membre viu, el ket; dues més són conegudes només per documentació recollida abans de les seves morts. El ket ha estat subjecte d'especulació intensa per lingüistes històrics durant molts anys; el seu sistema de morfologia verbal no s'assembla als dels seus veïns. De fet, el ket en general ha estat un misteri per als lingüistes especialitzats en Sibèria. Segons Vajda:
No és cap exageració dir que la posició del ket a Euràsia central ha estat, fins ara, tan enigmàtica com la del basc a Europa, el zuni al sud-oest dels Estats Units, o el buruixaski a Àsia meridional.
En la seva examinació de les altres famílies lingüístiques sovint vinculades amb la dené-ienisseiana, no va trobar cap prova d'una connexió. Al mateix temps, la conclusió de l'article de Vajda, i del simpòsium en què anuncià l'article, va ser que la llengua haida, de la qual freqüentment s'havia afirmat que era una llengua na-dené, definitivament no ho és.

## Classificació
|  | Tlingit                                                        |
|  |                                                                |
|  | \| \| Eyak \| \| \| \| \| \| Grup dené (o atapasc) \| \| \| \| |
|  |                                                                |
|  | Eyak                                                           |
|  |                                                                |
|  | Grup dené (o atapasc)                                          |
|  |                                                                |

|  | Eyak                  |
|  |                       |
|  | Grup dené (o atapasc) |
|  |                       |

|  | Tlingit                                                        |
|  |                                                                |
|  | \| \| Eyak \| \| \| \| \| \| Grup dené (o atapasc) \| \| \| \| |
|  |                                                                |
|  | Eyak                                                           |
|  |                                                                |
|  | Grup dené (o atapasc)                                          |
|  |                                                                |

|  | Eyak                  |
|  |                       |
|  | Grup dené (o atapasc) |
|  |                       |